# 19 décembre en sport
19 novembre 19 janvier
Chronologies thématiques
- Croisades
- Ferroviaires
- Disney

Le 19 décembre (353e jour de l'année ou 354e en cas d'année bissextile) en sport.

## Événements

### XXesiècle:1901-1950
- 1917 :
  - (Hockey sur glace) : les premiers matchs de la Ligue nationale de hockey, nouvellement créée, sont disputés.

### XXesiècle:1951-2000
- 1978 :
  - (Football) : les Belges du RSC Anderlecht s'adjugent la Supercoupe de l'UEFA face aux Anglais du Liverpool FC. Le résultat au terme des deux matches est de 4 buts à 3.
- 1984 :
  - (Hockey-sur-glace) : Wayne Gretzky des Oilers d'Edmonton devient le dix-huitième joueur de l'histoire de la LNH à dépasser la barre symbolique des 1 000 points en carrière lors d'un match contre les Kings de Los Angeles. Avec seulement 424 matchs joués, il est tout de même le joueur le plus rapide de l'histoire à dépasser le millier.

### XXIesiècle
- 2014 :
  - (Athlétisme / Distinction) : le Français Renaud Lavillenie est désigné Champion des champions de L'Équipe dans les catégories Champions des champions mondiaux et Champions des champions français pour les performances réalisées au cours de l'année. Il a gagné les Championnats d'Europe, la Ligue de diamant et devient recordman du monde du saut à la perche.

## Naissances

### XIXesiècle
- 1859 :
  - Tom Pettitt, joueur de paume et de tennis britannique. († 17 octobre 1946).
- 1879 :
  - Beals Wright, joueur de tennis américain. Champion olympique du simple et du double aux Jeux de Saint-Louis 1904. Vainqueur de l'US Open 1905. († 23 août 1961).
- 1882 :
  - Ralph DePalma, pilote de courses automobile italo-américain. Vainqueur des 500 miles d'Indianapolis 1915. († 31 mars 1956).
- 1893 :
  - Alexis Michiels, cycliste sur route belge. Vainqueur de Paris-Bruxelles 1919. († 2 novembre 1976).
- 1894 :
  - Ford Frick, journaliste sportif, dirigeant de baseball américain. Président de la LNB de 1934 à 1951. Commissaire de la ligue majeur de baseball de 1951 à 1965. († 8 avril 1978).

### XXesiècle:1901-1950
- 1907 :
  - Jimmy McLarnin, boxeur canadien. Champion du monde poids welters de boxe du 29 mai 1933 au 28 mai 1934 et du 17 septembre au 28 mai 1935. († 28 octobre 2004).
- 1909 :
  - Martin Serre, joueur Français de rugby à XIII  († 15 mars 1992).
- 1915 :
  - Claudia Testoni, athlète de haies italienne. Championne d'Europe d'athlétisme du 80m haies 1938. († 17 juillet 1998).
- 1923 :
  - Onofre Marimón, pilote de F1 et de courses automobile d'endurance argentin. († 31 juillet 1954).
- 1924 :
  - Doug Harvey, hockeyeur sur glace canadien. († 26 décembre 1989).
- 1925 :
  - Jacques Fatton, footballeur franco-suisse. (53 sélections en équipe de Suisse). († 25 juillet 2011).
- 1928 :
  - Andrés Prieto, footballeur chilien. (16 sélections en équipe du Chili). († 25 septembre 2022).
- 1929 :
  - Ron Caron, dirigeant de hockey sur glace canadien. († 9 janvier 2012).
- 1934 :
  - Al Kaline, joueur de baseball américain. († 6 avril 2020).
- 1942 :
  - Hugues de Fierlant, pilote de course automobile belge.
- 1945 :
  - Antoine Salamin, pilote de course automobile d'endurance suisse.
- 1946 :
  - Jean-Sébastien Couloumiès, pilote de rallyes automobile français.
  - Laurent Ferrier, pilote de course automobile et homme d'affaires suisse.
- 1949 :
  - Jupp Kapellmann, footballeur allemand. Champion du monde de football 1974. Vainqueur des Coupe des clubs champions 1974, 1975 et 1976. (5 sélections en équipe nationale).

### XXesiècle: 1951-2000
- 1951 :
  - Migueli, footballeur espagnol. Vainqueur des Coupe d'Europe des vainqueurs de coupe 1979 et 1982.
- 1954 :
  - Jeff Allam, pilote de courses automobile d'endurance britannique.
- 1955 :
  - Robin Donovan, pilote de courses automobile d'endurance britannique.
- 1957 :
  - Kevin McHale, basketteur puis entraîneur américain.
- 1959 :
  - Thomas Gruber, pilote de courses automobile d'endurance autrichien.
- 1961 :
  - Claude-Yves Gosselin, pilote de course automobile français.
  - Reggie White, joueur de foot U.S. américain. († 26 décembre 2004).
- 1964 :
  - Arvydas Sabonis, basketteur puis dirigeant sportif soviétique puis lituanien. Champion olympique aux Jeux de Séoul 1988, médaillé de bronze aux Jeux de Barcelone 1992 et aux Jeux d'Atlanta 1996. Champion du monde de basket-ball 1982. Champion d'Europe de basket-ball 1985. Vainqueur de l'Euroligue de basket-ball 1995.
- 1966 :
  - Alberto Tomba, skieur alpin italien. Champion olympique du géant et du slalom aux Jeux de Calgary 1988, champion olympique du géant et médaillé d'argent du slalom aux Jeux d'Albertville 1992 et médaillé d'argent du slalom aux Jeux de Lillehammer 1994. Champion du monde de ski alpin du géant et du slalom 1996.
  - Eric Weinrich, hockeyeur sur glace américain.
- 1969 :
  - Scott Pearson, hockeyeur sur glace canadien.
- 1970 :
  - Robert Lang, hockeyeur sur glace tchèque. Champion olympique aux Jeux de Nagano 1998.
- 1972 :
  - Jamie Campbell-Walter, pilote de courses automobile anglais.
  - Warren Sapp, joueur de foot US américain.
- 1973 :
  - Vrbica Stefanov, basketteur macédonien.
- 1974 :
  - Slaven Rimac, basketteur puis entraîneur croate.
- 1977 :
  - Jorge Garbajosa, basketteur espagnol. Médaillé d'argent aux Jeux de Pékin 2008. Champion du monde de basket-ball masculin 2006. Vainqueur de la Coupe Saporta 1996. (165 sélections en équipe nationale).
- 1978 :
  - Régis Boissié, basketteur français.
  - Mariame Dia, basketteuse française.
- 1980 :
  - Fabian Bourzat, patineur artistique de danse sur glace français. Champion d'Europe de patinage artistique 2011 et 2012
  - Justin Hamilton, basketteur américain.
- 1982 :
  - Maurice Williams, basketteur américain.
- 1983 :
  - Julien Dupuy, joueur de rugby français. (8 sélections en équipe de France).
  - Yannick Nyanga, joueur de rugby français. Vainqueur du Tournoi des Six Nations 2006, de la Coupe d'Europe 2010. (46 sélections en équipe de France).
- 1985 :
  - Gary Cahill, footballeur anglais. Vainqueur de la Ligue des champions 2012 et de la Ligue Europa 2013. (40 sélections en équipe nationale).
  - Carter Hutton, hockeyeur sur glace canadien.
  - Katy McLean, joueuse de rugby à XV anglaise. Victorieuse du Grand Chelem 2007. (4 sélections en équipe nationale).
  - Julien Toudic, footballeur français.
- 1986 :
  - Ryan Babel, footballeur néerlandais. (42 sélections en équipe nationale).
  - Lázaros Christodoulópoulos, footballeur grec. (24 sélections en équipe nationale).
  - Marquez Haynes, basketteur américain.
  - Zuzana Hejnová, athlète de haies tchèque. Médaillée de bronze du 400m haies aux Jeux de Londres 2012. Championne du monde d'athlétisme du 400m haies 2013 et 2015.
- 1987 :
  - Shuko Aoyama, joueuse de tennis japonaise.
  - Karim Benzema, footballeur franco-algérien. Vainqueur de la Ligue des nations 2021 puis des ligues des champions 2014, 2016, 2017 et 2018. (92 sélections avec l'équipe de France).
  - Idrissa Coulibaly, footballeur malien. Vainqueur de la Ligue des champions 2011. (6 sélections en équipe nationale).
  - Daniel Hackett, basketteur italien. (74 sélections en équipe nationale).
  - Aaron Loup, joueur de baseball américain.
- 1988 :
  - Niklas Landin Jacobsen, handballeur danois. Champion d'Europe de handball masculin 2012. Vainqueur de la Coupe EHF 2013. (100 sélections en équipe nationale).
  - Loïc Puyo, footballeur français.
  - Alexis Sánchez, footballeur chilien. Vainqueur de la Copa América 2015. (91 sélections en équipe nationale).
- 1989 :
  - Iveta Halbichová, volleyeuse tchèque.
- 1990 :
  - Torrey Craig, basketteur américain.
  - Sally Fitzgibbons, surfeuse australienne.
  - Landing Sané, basketteur français.
- 1991 :
  - Josh Huestis, basketteur américain.
- 1992 :
  - Katarina Ježić, handballeuse croate. Victorieuse de la Coupe de l'EHF féminine 2019. (83 sélections en équipe nationale).
- 1993 :
  - Christopher Rühr, hockeyeur sur gazon allemand. Médaillé de bronze aux Jeux de Rio 2016. (81 sélections en équipe nationale).
- 1994 :
  - M'Baye Niang, footballeur sénégalais.
  - Mamignan Touré, basketteuse française.
- 1996 :
  - Mouctar Diakhaby, footballeur franco-guinéen.
- 1997 :
  - Gabriel, footballeur brésilien. (4 sélections en équipe nationale).
  - Matheus Henrique, footballeur brésilien. (1 sélection en équipe nationale).
  - Alex Insam, sauteur à ski italien.
- 2000 :
  - Raffaele Storti, joueur de rugby à XV et à sept portugais. (22 sélections avec l'équipe du Portugal de rugby à XV et 11 avec celle de rugby à sept).

### XXIesiècle
- 2003 :
  - Emmanuel Essiam, footballeur ghanéen.
- 2005 :
  - Fabien Brau-Boirie, joueur de rugby à XV français. Vainqueur du Tournoi des Six Nations des moins de 20 ans 2025.

## Décès

### XXesiècle: 1901-1950
- 1913 :
  - Bert Gould, 43 ans, joueur de rugby gallois. (3 sélections en équipe nationale). (° 18 avril 1870).
- 1930 :
  - Johnny Douglas, 48 ans, boxeur et joueur de cricket britannique. Champion olympique des -71,7 kg aux Jeux de Londres 1908. (23 sélections en test cricket). (° 3 septembre 1882).

### XXesiècle: 1951-2000
- 1970 :
  - Constant Ménager, 81 ans, cycliste sur route français. (° 15 avril 1889).
- 1971 :
  - Rusty Crawford, 86 ans, hockeyeur sur glace canadien. (° 7 novembre 1885).
- 1974 :
  - Ricardo Montero, 72 ans, cycliste sur route espagnol. (° 9 juillet 1902).

### XXIesiècle
- 2002 :
  - Will Hoy, 50 ans, pilote de courses automobile britannique. (° 2 avril 1952).
- 2011 :
  - Héctor Núñez, 75 ans, footballeur puis entraîneur uruguayen. Vainqueur de la Copa América 1995. (7 sélections en équipe nationale). Sélectionneur de l'équipe du Costa Rica en 1992 et de l'équipe d'Uruguay de 1994 à 1996. (° 8 mai 1936).
- 2012 :
  - Colin Davis, 79 ans, pilote de courses automobile britannique. (° 29 juillet 1933).
  - Georges Jobé, 51 ans, pilote de  moto-cross belge. Champion du monde de motocross 250 cm3 1980  et 1983. Champion du monde de motocross 500 cm3 1987, 1991 et 1992. (° 6 janvier 1961).
- 2014 :
  - Dieter Schornstein, 74 ans, pilote de courses automobile allemand. (° 28 juin 1940).
- 2015 :
  - Jimmy Hill, 87 ans, footballeur puis entraîneur ensuite journaliste et présentateur TV anglais. (° 22 juillet 1928).
  - Dickie Moore, 84 ans, hockeyeur sur glace canadien. Champion de la Coupe Stanley en 1953 et de 1956 à 1960. Membre du Temple de la renommée  (° 6 janvier 1931).
- 2016 :
  - Fidel Uriarte, 71 ans, footballeur puis entraîneur espagnol. (° 1er mars 1945).